# بوگات (بولگان)
بوگات (به لاتین: Bugat) یک منطقهٔ مسکونی در مغولستان است که در استان بولگن واقع شده‌است.